# Bohumil Hrabal
Bohumil Hrabal (Brno, 28. ožujka 1914. – Prag, 3. veljače 1997.), češki pisac.
Rodio se u mjestu Brno-Židenice, Moravska, ali je proveo djetinjstvo u pivovari Nymburk kao posinak poslovođe.
U Prag se doselio tijekom 1940-ih, gdje je i ostao.
Prvo je radio kao fizički radnik u čeličani, a kasnije se prihvaća olovke i piše svoja maestralna djela.
U 50 godina karijere napisao je 35 djela od kojih su gotovo sva prevedena na čak 27 jezika i ekranizirana (režirao ih je Jiri Menzel).
Hrabal je bio sjajan pripovjedač i imao je ekspresivan stil. Spada, uz Jaroslava Hašeka, Karela Čapeka i Milana Kunderu, u društvo najboljih čeških književnika 20. stoljeća.
Kupio je kućicu u mjestu Kersko, gdje je držao mačke ("kočenky") i posjećivao ih do kraja života.
Njegova najpoznatija djela su "Strogo kontrolirani vlakovi" i "Služio sam engleskog kralja".
Neka njegova djela komunističke vlasti su zabranile i nisu ih izdavale.
Kuća u kojoj je živio u Pragu danas više ne postoji.
Običavao je ići u pivnice, a u svojoj omiljenoj- U zlatnome tigru upoznao je predsjednika SAD-a Billa Clintona, Vaclava Havela i Madeleine Albright.
Njegov roman "Sati plesa za starije osobe" sastoji se od samo jedne rečenice.
Poginuo je u 82. godini padom s petog kata bolnice. Navodno je pokušao nahraniti golubove.
Pokopan je u obiteljskoj grobnici, gdje mu počivaju majka, očuh, stric, žena i brat.

## Vanjske poveznice
- Bohumil Hrabal - biografija
- "Bohumil Hrabal", biografija Jamesa Wooda
- Hrabal i Prag